# 20451 Galeotti
20451 Galeotti è un asteroide della fascia principale. Scoperto nel 1999, presenta un'orbita caratterizzata da un semiasse maggiore pari a 2,1593781 au e da un'eccentricità di 0,2049270, inclinata di 5,81381° rispetto all'eclittica.
L'asteroide è dedicato al fisico italiano Piero Galeotti.